# Huldra

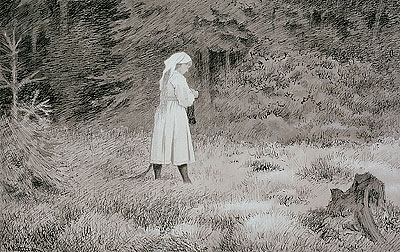
Huldra av Theodor Kittelsen.

Huldran, Skogsfrun, Skogssnu(v)an, Skogsnymfen, Skogsrået eller Råndan är ett kvinnligt skogsväsen i nordisk folktro. Hon är ett rå eller en rådare.

## Annan betydelse
Elektronikföretaget Tandberg hade en stereoreceiver, dvs en kombination av radio och förstärkare, med namnet Huldra. Denna hade samtliga våglängdsband: FM (ultrakortvåg), långvåg, mellanvåg, kortvåg samt fiskerivåg.

## Benämningar
| Trakt       | Benämning           |
| ----------- | ------------------- |
| Älvdalen    | Guänna              |
| Bohuslän    | Monkeräjel          |
| Götaland    | Skövsnua            |
| Skåne       | Skovsnua, skogsnyva |
| Småland     | Skogsråsa           |
| Tjustbygden | Skogsro             |
| Stranda     | Skogstippa          |
| Gotland     | Thors pjäska        |

## Beskrivning och motsvarigheter
Huldran eller skogsrået är oftast skogens kvinnliga härskarinna, rådare över de vilda djuren, som hon ibland skänker till dem hon behagar. Hon lockar vandrare vilse och förför män som hon fattar tycke för. Hon är smeksam och inställsam.
I Götaland och sydöstra Svealand var hon framifrån skön och tilldragande, men sedd bakifrån har hon ofta en ihålig rygg som ett gammalt träd, men var noga med att visa bara den vackra sidan.
Längre norrut, i Dalarna och andra fäbodsområden ser hon ut som en vanlig kvinna i ryggen, men har i stället vanligen svans. Oftast är det en kosvans eller hästsvans, men ibland en rävsvans.
Den som haft sexuellt umgänge med ett skogsrå blir ibland inbunden och fåordig – hans själ har stannat hos henne. Om den förförde är jägare belönas hans kärlek med stor jaktlycka, men skulle han bli skogsrået otrogen, kommer han att drabbas av ständiga olyckor. Han kan undgå stormiga nätter, där lägerelden slocknar, genom att avlossa ett skott mot henne.
På sina håll anses skogssnuan ha en människofot och en hästfot.
Om man lockad av skogs-snuan går vilse i skogen, ansåg man i Småland att man kunde komma på rätt stråt genom att vända tröjan avig och läsa Fader vår avigt.
En annan regional variation är att skogsrået i Svealand och södra Norrland uppgetts haft kreatur, som hon vallade på skogen och som hon lockade på. I samma område hade hon även hund. I Skåne förekom även ett manligt skogsrå kallat skogman. Denna föreställning var vanligast i sydöstra Skåne.
Skogsrået hade även positiva egenskaper. Genom att blåsa ner i bösspipan kunde hon göra så att vapnet aldrig missade, dock såg hon till att bössan alltid missade hennes egna ridälgar. Hon sades ha väckt kolaren när milan brann, en föreställning som var vanligast i Bergslagen. Hon sades också ibland ha hjälpt fäbodflickor med boskapen.
Enligt en tradition hyste den gamle asaguden Oden agg emot Skogsrået, och jagade henne som ett villebråd, se Odens jakt.
Trots att skogsrået är ett solitärväsen hörde hon kanske ursprungligen till en grupp kollektivväsen lika de sydsvenska trollen. I somliga uppteckningar kallas hon för övrigt också för Trollet, Trollkäringen eller dylikt.
Den norska kommunen Lardal har en huldra i sitt kommunvapen.
Liknande väsen förekommer i övriga Skandinavien. I de norra delarna av fäbodkulturen motsvaras hon av vittra, i Norge av huldra, i Danmark av Elverpigen (älvaflickan) eller Mosekonen (myrkvinnan), jfr. mosse.